# Йозеф Кленка
Йозеф Кленка (1 квітня 1853, Вілемов, Австрійська імперія — 19 липня 1932, Прага, Чехословаччина) — чеський учитель гімнастики, функціонер товариства «Сокіл» і пропагандист спортивних ігор.

## Життєпис
Йозеф Кленка народився 1 квітня 1853 року в містечку під назвою Вілемов (округ Гавличкув-Брод).
1875 року почав викладацьку діяльність, переїхавши до Праги, де отримав посаду асистента в гімназії Яна Малипетра.
У столиці Чехії втягнувся в життєдіяльність СТ «Сокіл». Багато років був керівником Підбілогірського округу цього товариства. Брав участь у експедиціях до Парижа 1889 року, відвідував Львів.
Із 1890-х почав видавати чеською мовою книжки спортивної тематики, в т.ч. про футбол.
|                                                                         | … Перший чеський переклад правил під назвою «Опис гри копанá» вийшов у 1892 році в збірнику Підбілогірського округу товариства «Сокіл». Автором перекладу був, імовірно, керівник цього округу, проф. Йозеф Кленка. Його переклад правил був знову надрукований у 1894 році в журналі «Спортивний огляд». Перше окреме книжкове видання правил під назвою «Правила гри в ќопани́й м’яч [foot-ball]» вийшло у Празі в 1897 році накладом Чеського аматорського атлетичного союзу … |
| — чеський дослідник Войтех Томаштик про футбольні видання Йозефа Кленки | |

Впродовж багатьох десятиліть Йозеф Кленка брав найактивнішу участь у фізкультурному житті Чехії, зокрема, засновуючи різні спортивні організації.
У своїй праці прагнув збалансувати фізичну та психічну підготовку школярів. Сам дотримувався здорового способу життя, а сучасники цінували його за скромний характер, бездоганну суспільну репутацію та багатьох вихованих учнів.
Помер Йозеф Кленка 19 липня 1932 року в Празі. Похований на Виноградському кладовищі.

## Основні праці
- Pravidla hry Lawn Tennis (1896)
- Pravidla hry kopaný míč [foot-ball] (1897)
- Methodika tělocviku sokolského (1898)
- O hříšti (1910)
- Podbíjená americká: [Volley-Ball] (1920)

## Український слід
Йозеф Кленка відвідував Львів, контактував із галицькими діячами сокільського руху[джерело?]. Володимир Лаврівський перекладав його праці українською мовою[джерело?].